# کانن اس‌ایکس ۱۵۰ آی اس
کانن اس ایکس ۱۵۰ آی اس (به انگلیسی: Canon SX150 IS) دوربین عکاسی دیجیتال نیمه حرفه‌ای با منبع تغذیه باتری قلمی از شرکت کانن می‌باشد. این دوربین در مورخه ۱ شهریور ۱۳۹۰ در سطح جهانی معرفی گردیده‌است. کانن SX150 IS دارای سنسور CCD با قدرت ۱۴٫۱ مگاپیکسل و لرزشگیر Intelligent IS می‌باشد. این دوربین مناسب مصارف خانگی پیشرفته می‌باشد. این دوربین پس از فروش موفق مدل‌های پاورشات SX130 و SX120 ارائه گردید.

## مشخصات کلی
- وزن: ۳۰۶ گرم
- مشخصات حسگر و پرونده: حسگر CCD با کیفیت ۱۴٫۱ مگاپیکسل - تکنولوژی تشخیص چهره
- فیلم: ضبط ویدئویی با کیفیت اچ دی با سرعت ۳۰ فریم بر ثانیه
- لنز: بزرگنمایی اپتیکال ۱۲ برابر - زوم اپتیکال در حین فیلمبرداری
- فلاش: داخلی (Pop-Up) با برد ۳ متر
- سرعت شاتر: از ۱/۲۵۰۰ ثانیه تا ۱۵ ثانیه
- سرعت عکاسی پیاپی: ۰٫۹ فریم بر ثانیه
- حساسیت سنسور یا ISO: ایزو اتوماتیک و ۱۰۰ و ۲۰۰ و ۴۰۰ و ۸۰۰ و ۱۶۰۰
- صفحه نمایش: ۳ اینچ
- کارت حافظه: SD/SDHC/SDXC
- باتری: قلمی